# Amnesty (I)
Amnesty (I), також відомий як Amnesty I та іноді згадуваний як просто Amnesty — четвертий і останній студійний альбом електронного гурту Crystal Castles, випущений 19 серпня 2016 року на лейблах Fiction Records і Casablanca Records. Це перший альбом гурту після виходу з нього попередньої солістки Еліс Ґласс у 2014 році, і перший з новою вокалісткою Едіт Френсіс. Це також перший альбом, названий не за назвою гурту. Нині Amnesty також є найкоротшим альбомом гурту. Альбом отримав прохолодні відгуки музичних видань, які критикували його за застаріле звучання і не таке натхненне, як їхні попередні роботи.

## Реліз і просування альбому
15 квітня 2015 року Ітан Кет поділився новим треком під назвою «Frail» на SoundCloud, написавши: «Це вокал Едіт». Через місяць, 11 травня, трек був випущений на комерційній основі для цифрових магазинів. 2 липня Кет поділився ще одним треком під назвою «Deicide» на SoundCloud, згодом випущений як комерційний цифровий реліз 10 липня. Пізніше з'ясувалося, що «Deicide» був демоверсією аутро-треку альбому Amnesty (I) під назвою «Their Kindness Is Charade». Наприкінці листопада 2015 року Едіт Френсіс зіграла свій перший концерт як солістка Crystal Castles у Південній Африці.
29 лютого 2016 року гурт повідомив, що планує випустити альбом навесні того ж року, і підтвердив, що демозаписи треків «Frail» і «Deicide» 2015 року з'являться на платівці. З невідомих причин платівка вийшла наприкінці літа замість весни 2016 року.
В останній тиждень червня 2016 року трек «Concrete» був викладений на корейському сайті MNet. Після зливу «Concrete» шанувальники дізналися інформацію про альбом через Shazam, зокрема назву, трек-лист і обкладинку. Хоча трек-лист Shazam не був упорядкований і дата релізу була невідома, Amazon Germany випадково виклав упорядкований трек-лист і дату релізу до того, як альбом був офіційно анонсований 11 липня 2016 року. Пізніше, 6 липня, трек «Concrete» був випущений як сингл із супровідним відео на YouTube. 29 червня гурт презентував новий трек «Femen» з тизером кліпу, який демонстрував птахів, що потрапили у туманні сітки, на Vimeo. 11 липня гурт офіційно оголосив про вихід нового альбому Amnesty (I) разом з обкладинкою і трек-листом, одночасно з прем'єрою нового синглу «Char» у програмі «Найгарячіший запис Енні Мак» на BBC Radio 1. Сингл і передзамовлення на альбом стали доступні через день, 12 липня. Четвертий сингл «Fleece», який можна було придбати за попереднім замовленням, з'явився 16 серпня на сторінці гурту в iTunes. Того ж дня в мережі з'явився CD-рип альбому, який включав бонус-трек «Kept». Гурт випустив трек «Sadist» 18 серпня 2016 року на своєму YouTube-каналі, після чого 19 серпня 2016 року відбувся офіційний реліз альбому.
Гурт застосував аналогічний підхід до свого дебютного альбому 2008 року, оскільки більшість треків з обох альбомів були оприлюднені ще до їх виходу.

## Список композицій
| Amnesty (I) – Цифрова версія | Amnesty (I) – Цифрова версія | Amnesty (I) – Цифрова версія | Amnesty (I) – Цифрова версія | Amnesty (I) – Цифрова версія |
| #                            | Назва                        | Автор музики                 | Продюсер                     | Тривалість                   |
| ---------------------------- | ---------------------------- | ---------------------------- | ---------------------------- | ---------------------------- |
| 1.                           | «Femen»                      | Ітан Кат                     | Ітан Кет                     | 2:32                         |
| 2.                           | «Fleece»                     | Ітан Кет, Едіт Френсіс       | Ітан Кет                     | 2:35                         |
| 3.                           | «Char»                       | Ітан Кет                     | Ітан Кет                     | 3:08                         |
| 4.                           | «Enth»                       | Ітан Кет, Едіт Френсіс       | Ітан Кет                     | 3:29                         |
| 5.                           | «Sadist»                     | Ітан Кет                     | Ітан Кет                     | 2:30                         |
| 6.                           | «Teach Her How to Hunt»      | Ітан Кет                     | Ітан Кет                     | 1:55                         |
| 7.                           | «Chloroform»                 | Ітан Кет                     | Ітан Кет                     | 3:08                         |
| 8.                           | «Frail»                      | Ітан Кет                     | Ітан Кет                     | 2:49                         |
| 9.                           | «Concrete»                   | Ітан Кет, Едіт Френсіс       | Ітан Кет                     | 3:16                         |
| 10.                          | «Ornament»                   | Ітан Кет                     | Ітан Кет                     | 4:07                         |
| 11.                          | «Their Kindness Is Charade»  | Ітан Кет                     | Ітан Кет, Джейк Лі           | 3:45                         |
| Загальна тривалість: 33:18   |                              |                              |                              |                              |

| Amnesty (I) – Версія на фізичному носії | Amnesty (I) – Версія на фізичному носії | Amnesty (I) – Версія на фізичному носії | Amnesty (I) – Версія на фізичному носії | Amnesty (I) – Версія на фізичному носії |
| #                                       | Назва                                   | Автор музики                            | Продюсер                                | Тривалість                              |
| --------------------------------------- | --------------------------------------- | --------------------------------------- | --------------------------------------- | --------------------------------------- |
| 1.                                      | «Kept»                                  | Ітан Кат, Beach House                   | Ітан Кет                                | 4:03                                    |
| 2.                                      | «Their Kindness Is Charade»             | Ітан Кет                                | Ітан Кет, Джейк Лі                      | 3:45                                    |
| Загальна тривалість: 37:21              |                                         |                                         |                                         |                                         |